# إلين د. كابلان
إلين د. كابلان (بالإنجليزية: Elaine D. Kaplan)‏ هي قاضية أمريكية، ولدت في 18 ديسمبر 1955 في بروكلين في الولايات المتحدة.